# Jeff (バンド)
Jeff（ジェフ）は、1970年代の歌謡バンドグループである。

## 概要
1973年月刊平凡10月号誌上のバンドメンバー募集企画「ヤングサウンズコンテスト」において、応募総数2015名の中から1次・2次と審査を経て、最終審査に合格した各パートのメンバーで構成されている。チェリッシュの松井(現・松崎)悦子によって「ジェフ」と命名され、デビュー前より音楽的な相互理解や意識を高めるため合宿しながらレッスンを重ね、1974年6月25日「まぼろしの夏」でビクターレコードからデビュー。
デビュー前より出演していた「ぎんざNOW」(金曜レギュラー)中心に活躍。
1974年12月24日、銀座ガスホールでファーストコンサート「X'mas with Jeff」。
後になって゛ネオGS゛と呼ばれることになるバンド群の中、ファンのターゲット世代に媚びのない楽曲の良さと確かな歌唱力で存在感を印象づけたが、その経緯を世の中に明らかにすることなく、デビューから1年たたずに解散決定。
1975年4月20日、日消ホールでのコンサート「Good-bye Jeff」をもって解散。

## メンバー
- 菊谷昌弘（ボーカル）
- 太田豊（ベース）
- 吉竹正夫（キーボード）
- 梶原敏史（ドラムス）※金沢卓の加入後はギター。
- 山中芳典（ギター）※1974年10月、脱退。
- 金沢卓（ドラムス）※1974年9月、加入。

## ディスコグラフィ
シングル
- 「まぼろしの夏」(1974年6月25日)
- 「恋は燃えている」(1974年10月25日)
- 「君は遙かなり」(1975年2月25日)

アルバム
- 「まぼろしの夏／ジェフ」(1974年9月25日)

## 受賞歴
- 昭和49年度FNS歌謡祭下半期ホープ賞(新人賞)